# Coco Vandeweghe
| jaar | rang enkelspel | rang dubbelspel |
| ---- | -------------- | --------------- |
| 2007 | 746            | –               |
| 2008 | 405            | 960             |
| 2009 | 354            | 306             |
| 2010 | 114            | 308             |
| 2011 | 127            | 244             |
| 2012 | 95             | 493             |
| 2013 | 110            | 110             |
| 2014 | 40             | 195             |
| 2015 | 37             | 55              |
| 2016 | 37             | 18              |
| 2017 | 10             | 63              |
| 2018 | 104            | 14              |
| 2019 | 332            | 201             |
| 2020 | 213            | 217             |
| 2021 | 173            | 155             |
| 2022 | 126            | 356             |

Colleen (Coco) Vandeweghe (New York, 6 december 1991) is een tennisspeelster uit de Verenigde Staten van Amerika. Vandeweghe begon met tennis toen zij elf jaar oud was. Haar favoriete ondergrond is hardcourt. Zij speelt rechtshandig en heeft een tweehandige backhand. Zij is actief in het internationale tennis sinds 2006.
Vandeweghe bereikte in 2017 in het enkelspel de halve finales van het Australian Open en het US Open en won in 2018 in het vrouwendubbelspel samen met de Australische Ashleigh Barty het US Open.

## Familie-achtergrond
Zij werd geboren als Colleen Hutchins Mullarkey, maar zij veranderde haar achternaam omdat zij met haar vader Robert Kennish Mullarkey geen goede betrekkingen onderhoudt. De naam Hutchins is afkomstig van haar grootmoeder van moederszijde, Colleen Kay Hutchins, die in 1952 Miss America was en van wie zij ook de voornaam kreeg.
Vandeweghe komt uit een sportieve familie – haar moeder Tauna Vandeweghe kwam uit voor de Verenigde Staten op de Olympische Spelen van 1976 op het onderdeel zwemmen, en was geplaatst als reserve op het onderdeel volleybal in 1984 (zilveren medaille).  Haar grootvader Ernie speelde voor de New York Knicks in de jaren 1950 en haar oom Kiki speelde basketbal voor meerdere teams in de NBA. Haar overgrootvader Ernest Vanden Weghe emigreerde na de Eerste Wereldoorlog vanuit het Belgische Olsene naar Canada.
De broers van Ernest speelden voetbal in België bij SC Courtraisien, Achille en Aimé die overleed in New Jersey en er was nog een neef Maurice die in de eerste Wereldoorlog bij de Continentals speelde samen met Guillaume Vanden Eynde en nog een andere neef Odiel die eveneens bij SC Courtraisien speelde.

## Loopbaan

### Enkelspel
Vandeweghe debuteerde op het WTA-toernooi van San Diego 2006, waarvoor zij een wildcard had gekregen. Zij speelde in 2006 ook haar eerste ITF-toernooi in San Diego (VS). Zij stond in 2010 voor het eerst in een finale, op het ITF-toernooi van Carson (VS) – hier veroverde zij haar eerste titel, door landgenote Kristie Ahn te verslaan. In totaal won zij twee ITF-titels, de andere later dat jaar in El Paso (VS).
Vandeweghe stond in 2012 voor het eerst in een WTA-finale, op het toernooi van Stanford, waar zij als lucky loser tot het hoofdtoernooi was doorgedrongen – zij verloor van landgenote Serena Williams. In 2014 veroverde Vandeweghe haar eerste WTA-titel, op het toernooi van Rosmalen, door de Chinese Zheng Jie te verslaan. Twee jaar later won zij dit toernooi opnieuw.
Zes jaar later volgde haar derde titel, op het WTA-toernooi van Concord 2022 – in de finale versloeg zij landgenote Bernarda Pera.
Haar beste resultaat op de grandslamtoernooien is het bereiken van de halve finale. Haar hoogste notering op de WTA-ranglijst is de negende plaats, die zij bereikte in januari 2018.

### Dubbelspel
Vandeweghe is in het dubbelspel minder actief dan in het enkelspel. Zij debuteerde in 2007 op het ITF-toernooi van Palm Desert (VS), samen met landgenote Hilary Barte. Zij stond in 2010 voor het eerst in een finale, op het ITF-toernooi van Phoenix (VS), samen met de Oekraïense Tetiana Luzhanska – hier veroverde zij haar eerste titel, door het Amerikaanse duo Julia Boserup en Sloane Stephens te verslaan. In totaal won zij zes ITF-titels, de laatste in 2015 in Eastbourne (Engeland).
In 2008 speelde Vandeweghe voor het eerst op een WTA-hoofdtoernooi, op het toernooi van Indian Wells, samen met landgenote Melanie Oudin. Zij stond in 2016 voor het eerst in een WTA-finale, op het toernooi van Indian Wells, samen met landgenote Bethanie Mattek-Sands – hier veroverde zij haar eerste titel, door het koppel Julia Görges en Karolína Plíšková te verslaan. Later dat jaar deed zij, met Mattek-Sands aan haar zijde, mee aan de Olympische spelen in Rio de Janeiro – zij bereikten er de tweede ronde. In 2018 won zij haar vierde titel op het US Open, samen met de Australische Ashleigh Barty – dit is haar beste resultaat op de grandslamtoernooien. Tot op heden(september 2023) won zij vijf WTA-titels, de meest recente in 2022 in Concord, met Russin Varvara Flink aan haar zijde.
Haar hoogste notering op de WTA-ranglijst is de veertiende plaats, die zij bereikte in oktober 2018.

### Gemengd dubbelspel
Tweemaal bereikte Vandeweghe de finale van een grandslamtoernooi: eenmaal op het Australian Open 2016 met de Roemeen Horia Tecău en andermaal op het US Open 2016 met landgenoot Rajeev Ram.

### Tennis in teamverband
In de periode 2010–2021 maakte Vandeweghe deel uit van het Amerikaanse Fed Cup-team – zij behaalde daar een winst/verlies-balans van 13–8. In 2010 bereikten zij de finale van de Wereldgroep I – zij verloren daar van titelverdediger Italië. In 2017 ging zij met de beker naar huis.
In 2017 kwam zij voor de Verenigde Staten uit op de Hopman Cup, samen met Jack Sock – zij bereikten de finale, maar moesten daar hun meerdere erkennen in het Franse koppel Kristina Mladenovic en Richard Gasquet. In 2018 waagden zij een nieuwe poging, bij afwezigheid van Frankrijk – zij konden de groepsfase daarbij niet ontstijgen, als gevolg van een blessure van Sock.

## Palmares
| Legenda                 |
| ----------------------- |
| Grandslamtoernooi       |
| Olympische Spelen       |
| Year-End Championships  |
| Premier Mandatory       |
| Premier Five / WTA 1000 |
| Premier / WTA 500       |
| International / WTA 250 |
| Challenger / WTA 125    |

### Overwinningen op een regerend nummer 1
Vandeweghe heeft tot op heden driemaal een partij tegen een op dat ogenblik heersend leider van de wereldranglijst gewonnen (peildatum 27 april 2018):
| nr. | datum      | toernooi        | ronde        | tegenstandster    | score    |         |
| --- | ---------- | --------------- | ------------ | ----------------- | -------- | ------- |
| 1.  | 2017-01-22 | Australian Open | vierde ronde | Angelique Kerber  | 6-2, 6-3 | details |
| 2.  | 2017-09-06 | US Open         | kwartfinale  | Karolína Plíšková | 7-6, 6-3 | details |
| 3.  | 2018-04-27 | WTA Stuttgart   | kwartfinale  | Simona Halep      | 6-4, 6-1 | details |

### WTA-finaleplaatsen enkelspel
| nr.              | finale     | toernooi      | ondergrond    | tegenstandster      | score         |         |
| ---------------- | ---------- | ------------- | ------------- | ------------------- | ------------- | ------- |
| gewonnen finales |            |               |               |                     |               |         |
| 1.               | 2014-06-21 | WTA Rosmalen  | gras          | Zheng Jie           | 6-2, 6-4      | details |
| 2.               | 2016-06-12 | WTA Rosmalen  | gras          | Kristina Mladenovic | 7-5, 7-5      | details |
| 3.               | 2022-08-14 | WTA Concord   | hardcourt     | Bernarda Pera       | 6-3, 5-7, 6-4 | details |
| verloren finales |            |               |               |                     |               |         |
| 1.               | 2012-07-15 | WTA Stanford  | hardcourt     | Serena Williams     | 5-7, 3-6      | details |
| 2.               | 2017-08-06 | WTA Stanford  | hardcourt     | Madison Keys        | 6-7, 4-6      | details |
| 3.               | 2017-11-05 | Elite Trophy  | hardcourt (i) | Julia Görges        | 5-7, 1-6      | details |
| 4.               | 2018-04-29 | WTA Stuttgart | gravel (i)    | Karolína Plíšková   | 6-7, 4-6      | details |
| 5.               | 2019-11-17 | WTA Houston   | hardcourt     | Kirsten Flipkens    | 6-7, 4-6      | details |

### WTA-finaleplaatsen vrouwendubbelspel
| nr.              | finale     | toernooi         | ondergrond | partner               | tegenstandsters                       | score            |         |
| ---------------- | ---------- | ---------------- | ---------- | --------------------- | ------------------------------------- | ---------------- | ------- |
| gewonnen finales |            |                  |            |                       |                                       |                  |         |
| 1.               | 2016-03-19 | WTA Indian Wells | hardcourt  | Bethanie Mattek-Sands | Julia Görges Karolína Plíšková        | 4-6, 6-4, [10-6] | details |
| 2.               | 2017-08-06 | WTA Stanford     | hardcourt  | Abigail Spears        | Alizé Cornet Alicja Rosolska          | 6-2, 6-3         | details |
| 3.               | 2018-04-01 | WTA Miami        | hardcourt  | Ashleigh Barty        | Barbora Krejčíková Kateřina Siniaková | 6-2, 6-1         | details |
| 4.               | 2018-09-09 | US Open          | hardcourt  | Ashleigh Barty        | Tímea Babos Kristina Mladenovic       | 3-6, 7-6, 7-6    | details |
| 5.               | 2022-08-14 | WTA Concord      | hardcourt  | Varvara Flink         | Peangtarn Plipuech Moyuka Uchijima    | 6-3, 7-6         | details |
| verloren finales |            |                  |            |                       |                                       |                  |         |
| 1.               | 2016-08-21 | WTA Cincinnati   | hardcourt  | Martina Hingis        | Sania Mirza Barbora Strýcová          | 5-7, 4-6         | details |
| 2.               | 2021-10-03 | WTA Chicago      | hardcourt  | Caroline Dolehide     | Květa Peschke Andrea Petković         | 3-6, 1-6         | details |
| 3.               | 2023-09-16 | WTA San Diego    | hardcourt  | Danielle Collins      | Kateřina Siniaková Barbora Krejčíková | 1-6, 4-6         | details |

### Finaleplaatsen gemengd dubbelspel
| nr.              | finale     | toernooi        | ondergrond    | partner     | tegenstanders                       | score            |         |
| ---------------- | ---------- | --------------- | ------------- | ----------- | ----------------------------------- | ---------------- | ------- |
| gewonnen finales |            |                 |               |             |                                     |                  |         |
| geen             |            |                 |               |             |                                     |                  |         |
| verloren finales |            |                 |               |             |                                     |                  |         |
| 1.               | 2016-01-31 | Australian Open | hardcourt     | Horia Tecău | Jelena Vesnina Bruno Soares         | 4-6, 6-4, [5-10] | details |
| 2.               | 2016-09-09 | US Open         | hardcourt     | Rajeev Ram  | Laura Siegemund Mate Pavić          | 4-6, 4-6         | details |
| 3.               | 2017-01-07 | Hopman Cup      | hardcourt (i) | Jack Sock   | Kristina Mladenovic Richard Gasquet | 1–2              | details |

### Gewonnen ITF-toernooien enkelspel
| nr. | finale     | toernooi | ondergrond | tegenstandster in finale | score    | dotatie  |
| --- | ---------- | -------- | ---------- | ------------------------ | -------- | -------- |
| 1.  | 2010-05-30 | Carson   | hardcourt  | Kristie Ahn              | 6-1, 6-3 | $ 50.000 |
| 2.  | 2010-06-13 | El Paso  | hardcourt  | Ryoko Fuda               | 6-2, 6-1 | $ 25.000 |

### Gewonnen ITF-toernooien dubbelspel
| nr. | finale     | toernooi        | ondergrond | partner           | tegenstandsters in finale        | score             | dotatie  |
| --- | ---------- | --------------- | ---------- | ----------------- | -------------------------------- | ----------------- | -------- |
| 1.  | 2010-11-14 | Phoenix         | hardcourt  | Tetiana Luzhanska | Julia Boserup Sloane Stephens    | 7-5, 6-4          | $ 75.000 |
| 2.  | 2013-04-28 | Charlottesville | gravel     | Nicola Slater     | Nicole Gibbs Shelby Rogers       | 6-3, 7-6          | $ 50.000 |
| 3.  | 2013-09-22 | Albuquerque     | hardcourt  | Eléni Daniilídou  | Melanie Oudin Taylor Townsend    | 6-4, 7-8          | $ 75.000 |
| 4.  | 2013-09-29 | Las Vegas       | hardcourt  | Tamira Paszek     | Denise Muresan Caitlin Whoriskey | 6-4, 6-2          | $ 50.000 |
| 5.  | 2013-11-03 | New Braunfels   | hardcourt  | Anna Tatishvili   | Asia Muhammad Taylor Townsend    | 3-6, 6-3, [13-11] | $ 50.000 |
| 6.  | 2015-06-04 | Eastbourne      | gras       | Shelby Rogers     | Jocelyn Rae Anna Smith           | 7-5, 7-6          | $ 50.000 |

### Gewonnen juniorentoernooien enkelspel
| nr. | finale     | toernooi | ondergrond | tegenstandster in finale | score    | graad |
| --- | ---------- | -------- | ---------- | ------------------------ | -------- | ----- |
| 1.  | 2008-09-07 | US Open  | hardcourt  | Gabriela Paz             | 7-6, 6-1 | A     |

## Resultaten grote toernooien
| Legenda | Legenda                          |
| ------- | -------------------------------- |
| g.t.    | geen toernooi gehouden           |
| l.c.    | lagere categorie                 |
| –       | niet deelgenomen                 |
| G       | uitgeschakeld in de groepsfase   |
| 1R      | uitgeschakeld in de eerste ronde |
| 2R      | uitgeschakeld in de tweede ronde |
| 3R      | uitgeschakeld in de derde ronde  |
| 4R      | uitgeschakeld in de vierde ronde |
| KF      | uitgeschakeld in de kwartfinale  |
| HF      | uitgeschakeld in de halve finale |
| F       | de finale verloren               |
| W       | het toernooi gewonnen            |
| w-v     | winst/verlies-balans             |

### Enkelspel
| toernooi            | 2008 | 2009 | 2010 | 2011 | 2012 | 2013 | 2014 | 2015 | 2016 | 2017 | 2018 | 2019 | 2020 | 2021 | 2022 | 2023 |
| ------------------- | ---- | ---- | ---- | ---- | ---- | ---- | ---- | ---- | ---- | ---- | ---- | ---- | ---- | ---- | ---- | ---- |
| grandslamtoernooien |      |      |      |      |      |      |      |      |      |      |      |      |      |      |      |      |
| Australian Open     | –    | –    | 1R   | 1R   | –    | 1R   | –    | 3R   | 1R   | HF   | 1R   | –    | 1R   | –    | –    | 1R   |
| Roland Garros       | –    | –    | –    | 1R   | –    | 1R   | 2R   | 1R   | 2R   | 1R   | 2R   | –    | –    | –    | –    | –    |
| Wimbledon           | –    | –    | –    | 1R   | 1R   | 1R   | 2R   | KF   | 4R   | KF   | 1R   | –    | g.t. | 2R   | 1R   | –    |
| US Open             | 1R   | –    | 1R   | 2R   | 1R   | 2R   | 2R   | 2R   | 1R   | HF   | 1R   | 1R   | –    | 1R   | 1R   | –    |
| Premier Mandatory   |      |      |      |      |      |      |      |      |      |      |      |      |      |      |      |      |
| Indian Wells        | –    | –    | –    | 2R   | 1R   | –    | 2R   | 3R   | 3R   | 2R   | 3R   |      |      |      |      |      |
| Miami               | 1R   | 1R   | –    | 1R   | –    | –    | 4R   | 1R   | 3R   | 2R   | 2R   |      |      |      |      |      |
| Madrid              | l.c. | –    | –    | –    | –    | –    | –    | 2R   | 1R   | KF   | 1R   |      |      |      |      |      |
| Peking              | l.c. | –    | –    | –    | –    | –    | 1R   | 1R   | 1R   | 2R   | 1R   |      |      |      |      |      |
| Premier Five        |      |      |      |      |      |      |      |      |      |      |      |      |      |      |      |      |
| Dubai/Doha          | –    | –    | –    | –    | –    | –    | –    | 1R   | 3R   | 1R   | –    |      |      |      |      |      |
| Rome                | –    | –    | –    | –    | –    | –    | –    | –    | 1R   | –    | 1R   |      |      |      |      |      |
| Montréal/Toronto    | –    | –    | –    | –    | –    | –    | KF   | 1R   | –    | 1R   | –    |      |      |      |      |      |
| Cincinnati          | –    | –    | 1R   | –    | –    | –    | –    | 2R   | 2R   | 1R   | 1R   |      |      |      |      |      |
| Tokio/Wuhan         | –    | –    | KF   | 2R   | –    | –    | 3R   | KF   | 1R   | –    | 1R   |      |      |      |      |      |

### Dubbelspel
| toernooi            | 2008 | 2009 | 2010 | 2011 | 2012 | 2013 | 2014 | 2015 | 2016 | 2017 | 2018 | 2019 | 2020 | 2021 | 2022 | 2023 |
| ------------------- | ---- | ---- | ---- | ---- | ---- | ---- | ---- | ---- | ---- | ---- | ---- | ---- | ---- | ---- | ---- | ---- |
| grandslamtoernooien |      |      |      |      |      |      |      |      |      |      |      |      |      |      |      |      |
| Australian Open     | –    | –    | –    | –    | –    | –    | –    | 1R   | KF   | 2R   | 1R   | –    | –    | –    | –    | –    |
| Roland Garros       | –    | –    | –    | 1R   | –    | –    | –    | 1R   | 2R   | 1R   | 1R   | –    | –    | 1R   | –    | –    |
| Wimbledon           | –    | –    | –    | –    | –    | –    | –    | 3R   | –    | 1R   | –    | –    | g.t. | 1R   | 3R   | –    |
| US Open             | 1R   | –    | 2R   | –    | –    | 2R   | 2R   | HF   | HF   | 1R   | W    | 1R   | –    | 1R   | 1R   | 1R   |
| Premier Mandatory   |      |      |      |      |      |      |      |      |      |      |      |      |      |      |      |      |
| Miami               | –    | –    | –    | –    | –    | –    | –    | 2R   | W    | 1R   | W    | –    | –    | –    | –    |      |

### Gemengd dubbelspel
| toernooi        | 2011 |    | 2016 | 2017 | 2018 | 2019 |
| --------------- | ---- | -- | ---- | ---- | ---- | ---- |
| Australian Open | –    | F  | –    | –    | –    |      |
| Roland Garros   | –    | KF | 1R   | 1R   | –    |      |
| Wimbledon       | –    | 2R | –    | –    | –    |      |
| US Open         | 1R   | F  | HF   | –    | 1R   |      |